# Direito urbanístico

A Lei de Zoneamento é exemplo de organização da atividade edilícia. Em seu conteúdo, possui a função de conciliar áreas verdes e áreas “cinzas” das cidades.
(Fonte: Folha de S. Paulo – Online / Folhapress)

O tombamento é instrumento de intervenção urbanística, à medida que torna determinado bem patrimônio cultural/histórico/nacional, destacando-o do espaço urbano em que se localiza.
(Fonte: G1 – Globo.com / Patrícia Kappen)

Direito Urbanístico trata do ramo do Direito que estuda o conjunto de legislações reguladoras da atividade urbanística, isto é, aquelas destinadas a ordenar os espaços habitáveis. Apesar disso, o enfoque está menos na ordenação do território e mais no fruto das relações sociais que devem ser juridicamente reguladas, isto é, na regulação da produção social do espaço urbano. Por "produção social", dá-se o sentido de que, a partir da existência de cidades e do acelerado desenvolvimento da urbanização, no século XX, a população (proprietário de imóveis, do solo; os construtores, as associações, etc.), juntamente com o Poder Público, compõem os agentes modificadores da paisagem urbana, de forma que propriedade privada interage de maneira a conferir sentido social e harmônico aos espaços urbanos (o espaço rural também se insere nesse ramo), devendo proporcionar qualidade de vida aos seus habitantes por meio de instrumentos adequados. Estes, por sua vez, são fornecidos pelo Direito Urbanístico.
Por isso, é importante ressaltar que o qualificativo "urbanístico" não se confunde, aqui, com a ideia de municipal ou de cidade. Essa confusão terminológica decorre da dificuldade de se precisar o significado de "território", uma vez que existe uma polissemia de territórios (natural; urbano; rural; jurídico; etc.). O "território" de que o Direito Urbanístico cuida, portanto, é aquele resultante de um processo de produção social do espaço urbano. É o campo do Direito voltado a disciplinar o uso e a ocupação do solo urbano, o que resulta, necessariamente, na superação da ideia de propriedade como um direito individual absoluto (aquele que não interage com o restante do espaço urbano em que está inserido). Nesse sentido, consagra-se o cumprimento da função social da propriedade privada, em que esta possui uma função dentro do espaço no qual está inserido. Ele não é e nem deve ser um ente isolado. O Direito Urbanístico, portanto, é a disciplina jurídica do urbanismo, de forma a abranger todas as regras jurídicas que cuidem do planejamento urbanístico.
Hoje, o Direito Urbanístico é estudado sob a forte influência das novas teorias Geopolíticas ou de Política Ambiental, enfocando-se nos problemas históricos e geográficos das grandes cidades brasileiras como conurbação, alta densidade demográfica (que causa conflitos de terras) e também problemas ambientais que envolvem o Código de Trânsito Brasileiro, a Lei da Política Nacional do Meio Ambiente, a Lei de Parcelamento do Solo Urbano, demais dispositivos esparsos sobre organização administrativa pública, ambiental, de manejos geográficos das cidades em matéria tributária (impostos municipais vs. função social da propriedade), além da mais importante norma: a Constituição Federal, que dispõe da Política Urbana nos artigos 182 e 183 do referido diploma.

Nas palavras de Edésio Fernandes, pode-se dizer que, 

O loteamento é instrumento primordial do Direito Urbanístico para definir o uso e a ocupação do solo urbano. Ele deve observar leis de proteção ambiental, para não interferir na paisagem natural e no ecossistema.
(Fonte: O Tempo Cidades - Online)

"direito coletivo à participação democrática no processo decisório da ordem urbanística é o direito de todos - individualmente, por intermédio de representantes, eleitos ou através de outras formas de organização de interesses coletivos - de participarem da gestão das cidades".

## Exemplos
Alguns exemplos dos assuntos abrangidos pelo tema são:
1. Do uso e da ocupação do solo urbano (parcelamento, loteamento, proteção ambiental);
2. Da ordenação da atividade edilícia (zoneamento, licenças urbanísticas);
3. Da utilização de instrumentos de intervenção urbanística (desapropriação, tombamento, servidão administrativa).
Temos, assim, dois mundos distintos: o do urbanismo e do direito urbanístico. O primeiro trata de uma proposição do planejamento urbano, sem o tratamento jurídico, enquanto o segundo demanda aplicação de sanções jurídicas, caso haja descumprimento de suas normas (regras jurídicas que devem ser respeitadas).

## Evolução e conceituação do Direito Urbanístico[1][2][13]
Segundo a visão clássica, a disciplina do direito urbanístico pressupõe a existência de um espaço urbano a priori, preexistente, fruto de um processo natural e não da dinâmica das relações sociais, de modo que o Estado se valeria de seu poder coercitivo para ordenar e harmonizar as funções deste território apriorístico. Dessa forma, dentro desta concepção, a ideia de ordenação constitui o núcleo estruturante da disciplina, sendo que a insuficiência da ordenação levaria a uma insuficiência da atuação estatal em face do espaço urbano e, consequentemente, a correta aplicação das normas urbanísticas levaria à criação de um espaço harmônico.
Contudo, com a evolução da disciplina e tendo em vista o fato de que a produção e a reprodução do espaço urbano geram assimetrias em seu desenvolvimento, o direito urbanístico deixa de se ocupar da ordenação do território natural preexistente e passa a ter como foco a regulação da produção social do espaço urbano, uma vez que passa a vigorar a ideia de que o território não é fruto da natureza, mas sim de relações sociais, as quais devem ser juridicamente reguladas.
Assim, partindo da ideia de que o Estado organiza as suas instituições para regular a produção social do espaço urbano, o direito urbanístico se define como o sistema normativo voltado à ordenação da produção social do espaço urbano, mediante uma regulação da atividade urbanística, de modo a efetivar uma política urbana estatal.

### Atividade urbanística como atividade econômica[1][14]
A atividade urbanística regulada pelo direito urbanístico pode ser definida como uma atividade econômica, a qual leva em conta as relações sociais que refletem no modo como o espaço urbano é organizado. Assim, sempre que pensarmos em atividade urbanística, devemos “ler” atividade econômica, visto que o espaço urbano é construído a partir dos agentes no desenrolar do processo econômico.
Ademais, podemos identificar duas dimensões da atividade urbanística: (i) regulação da propriedade urbana, com a definição de uso e ocupação do solo, regras de construção, enfim, trata-se de uma faculdade do Poder Público de definir o conteúdo do direito de propriedade, a partir do qual o espaço urbano passa a ser produzido; e (ii) gestão política da infraestrutura pública, em que se tem a noção de que a propriedade possui valor porque se alimenta de uma infraestrutura socialmente custeada e mantida, de forma que o Estado procura redistribuir, por meio da regulação, a mais-valia urbana (que se constitui num excedente que é apropriado individualmente, apesar de ter sido coletivamente produzido) apropriada pela conexão entre o público e o privado.
Dessa forma, tem-se que o espaço é determinado por meio de comportamentos individuais (mas socialmente determinados) regulados através da adequação da propriedade privada, e através da infraestrutura pública, capitalizada via orçamento público.

### Finalidade do Direito Urbanístico: efetivação da política urbana estatal[1][2][13]
A partir da leitura do art. 182 da Constituição Federal, pode-se concluir que a teologia do Direito Urbanístico se efetiva na busca de uma ação consciente do Estado na transformação do espaço urbano, ou seja, há a busca pela efetivação da política urbana. Neste sentido, afasta-se a ideia de que o Estado intervém na propriedade apenas para restringir o direito do proprietário para desenvolver a noção de que a atividade estatal é fundamental para a capitalização do território. A valorização da propriedade está diretamente ligada ao capital fixo custeado pelo Estado, isto é, do investimento estatal para regular a propriedade privada e gerir a infraestrutura pública.
Aqui, importa ressaltar que o Estado não é apenas regulação, mas é também uma realidade orçamentária, na medida em que o Estado realiza a gestão política do fundo público (parcela da riqueza social apropriada pelo Estado através da tributação), de forma que a capacidade estatal de regular o solo urbano está diretamente relacionada à capacidade de gestão política do fundo público e, consequentemente, a regulação da atividade urbanística depende fortemente da atividade financeira do Estado.
A capitalização da cidade é desigual porque o Estado não dispõe de recursos para universalizar a infraestrutura pública. O conceito de mais-valia urbana envolve a compreensão da capitalização da propriedade pelo Estado quando este investe em infraestrutura urbana e de como o particular se apropria do excedente gerado. A atividade urbanística, enquanto atividade econômica, gera instabilidades, que são mitigadas através do crédito. As políticas creditícias mais restritivas ou menos restritivas impactam em diferentes possibilidades de realização do espaço urbano.

## Estrutura geral do Direito Urbanístico
O Direito Urbanístico possui uma estrutura de regras que expressa algumas funções. Assim, ligado à tradição do direito econômico, possui uma função repressiva e outra instrumental. Significa dizer que possui as funções de limitar condutas, restringir ou incentivar comportamentos, instrumentalizar a atuação dos agentes econômicos no território e, ainda, de promover os direitos sociais, por meio da atribuição ao Estado de um dever de organizar políticas públicas que visem a garantir os direitos dos mais vulneráveis em um determinado espaço urbano.

### Princípios[2][12]
Além dos elementos de coesão, devemos analisar os princípios que norteiam essa disciplina. Esses princípios são aqueles percebidos ao longo do funcionamento da sociedade durante certo tempo, portanto são standards (padrões) de interpretação incorporados ao sistema jurídico. Eles decorrem daquelas expressões de desejos do legislador, ou seja, da leitura das normas acima citadas.
O primeiro princípio a ser discutido é o da função pública do urbanismo. A ideia por trás desse princípio é o da consagração da necessidade da imposição de normas de ordem pública, em face de comportamentos privados. Ou seja, a realização de um conjunto de restrições do urbanismo, concretizando determinados objetivos, tem sua legitimidade no exercício dessa função pelo Estado.
O segundo princípio é o da conformação da propriedade urbana. O direito urbanístico disciplina o conteúdo do direito de propriedade urbana. Como se viu, quais comportamentos devem ser reprimidos; quais devem ser estimulados; o que pode e o que não pode ser feito, para que a propriedade urbana cumpra sua função social.
O terceiro princípio é da afetação das mais-valias urbanas ao custo da urbanificação. Foi dito anteriormente que a noção de mais-valia urbana decorre da expressão da propriedade urbana, cujo valor não brota exclusivamente de um ato individual do proprietário. Assim, o valor da propriedade urbana decorre da infraestrutura pública, da capitalização realizada por meio de um fundo público. Se a valorização é individualmente apreciada, porém decorre de algo que é coletivo – exemplo: o custo da infraestrutura pública –, é preciso recapturar a mais-valia gerada pela capitalização dessa infraestrutura. Um exemplo de como fazer isso seria por meio de cobrança de contribuição de melhoria.
Por último, o princípio da justa distribuição dos benefícios e dos ônus decorrentes da atividade urbanística. A ideia aqui é justamente de organizar o custeio da infraestrutura do empreendimento. Então, por exemplo, por meio do instituto do Parcelamento do Solo Urbano, o Estado impõe ao particular que se destine uma fração da porção territorial à instalação de equipamentos públicos, à criação de áreas verdes, à cessão de áreas para circulação (vias públicas), etc.

### Competência[1]
Quem possui o poder de dispor sobre o direito alheio, é aquele que dispõe de competência para tal. Portanto, quando falamos em competência, quer-se dizer que o ato administrativo deve ser praticado por autoridade competente, sendo este aquele que transmite o comando da lei de maneira legítima, pois origina-se da própria norma jurídica.
No Direito Urbanístico, assim como em qualquer ramo do Direito Administrativo, o estabelecimento de competência deve ser sempre expressa e interpretada de maneira restritiva. Por se tratar, em grande medida, de um direito de intervenção, precisa se firmar a partir de uma legitimidade inscrita na Constituição.
De acordo com a Constituição Federal, a competência para legislar sobre direito urbanístico é da União, dos Estados e do Distrito Federal (art. 24, I). Aos Municípios compete "promover, no que couber, adequado ordenamento territorial, mediante planejamento e controle do uso, do parcelamento e da ocupação do solo urbano" (art. 30, VIII).
À política urbana foi dedicado um capítulo específico, composto pelos arts. 182 e 183. Seus objetivos são "ordenar o pleno desenvolvimento das funções sociais da cidade" e "garantir o bem estar de seus habitantes". O Plano Diretor é obrigatório para as cidades com mais de 20.000 habitantes. Ele foi definido como o "instrumento básico da política de desenvolvimento e expansão urbana", que expressa as "exigências fundamentais de ordenação da cidade", com base nas quais se afere o cumprimento da função social da propriedade.

## Fundamentos constitucionais do Direito Urbanístico[1][18][19]
O sistema funcional do Direito Urbanístico só faz sentido à luz dos preceitos constitucionais, visto que a Constituição, a partir de seu “Capítulo II - DA POLÍTICA URBANA”, traz o entendimento de que na política urbana temos não apenas uma organização territorial, mas uma política consciente do Estado visando estabilizar as relações econômicas refletidas no território e prescrever as transformações necessárias à produção social do espaço urbano.
Dessa forma, pela leitura do art. 182, a política urbana é uma política de desenvolvimento urbano que tem como protagonista o Município, de modo que o protagonismo municipal se manifesta por meio do Plano Diretor, o qual prevê instrumentos de intervenção e definição do conteúdo regulatório da propriedade urbana. Cria-se uma hierarquia de normas para organizar a intervenção na propriedade.
Importa mostrar que o texto constitucional não trata a política urbana como mera organização do espaço urbano, mas traz um desejo de transformar a estrutura das cidades brasileiras, estimulando a produção do espaço urbano e intervindo no modo como a estratificação e a dominação se refletem no território. Assim, na gênese do Direito Urbanístico existe a vontade de estabilizar a produção capitalista do espaço e, simultaneamente, viabilizar a transformação das estruturas urbanas.

### A função social da propriedade[1]
A produção do espaço urbano é capitalista. Aqui, o capitalismo é entendido como um sistema de socialização crescente, em que há cada vez menos uma percepção do direito de propriedade sob o ponto de vista privado (ou seja, o uso da propriedade como manifestação individual do proprietário), passando-se a entender a propriedade como sendo socialmente determinada. Logo, a cidade é socialmente produzida, fruto do trabalho social, ou seja, de uma combinação dos esforços privados submetidos a uma regulação pública.
Neste sentido, e tendo em vista que há a necessidade de preenchimento jurídico do conteúdo do termo “social”, tem-se que a função social da propriedade constitui princípio organizador do Direito Urbanístico por permitir a articulação de riquezas nesta interação permanente entre público e privado, sendo que a expressão “função social” traduz de forma efetiva a noção de que, no capitalismo, a propriedade é social.

## Ausência de disciplina unificadora: um problema?

A "cidade ilegal" é a mais clara forma de demonstração da inefetividade das normas de Direito Urbanístico, de modo que o modelo de urbanização brasileiro atual se traduz em um verdadeiro apartheid, que se funda na "ideia de um espaço de qualidade para poucos, enquanto as maiorias ficam de fora".
(Fonte: Folha de S. Paulo)

O Brasil não dispõe de um Código que sistematize os princípios e institutos de direito urbanístico. A matéria está dispersa, basicamente, entre três leis:
- Lei 6.766/79, que dispõe sobre o parcelamento do solo urbano;
- Lei 10.257/01, conhecida como Estatuto da Cidade, que regulamenta os arts. 182 e 183 da Constituição e estabelece diretrizes gerais de política urbana;
- Lei 11.977/09, que dispõe sobre a regularização fundiária de assentamentos urbanos.

Outras leis relevantes são:
- Decreto-Lei 3.365/41, que dispõe sobre desapropriações por utilidade pública;
- Lei 4.132/62, que dispõe sobre a desapropriação por interesse social;
- Decreto-Lei 271/67, que dispõe sobre a concessão de direito real de uso;
- Medida Provisória 2220/01, que dispõe sobre a concessão de uso especial;
- Lei  12.651/12 (Código Florestal).
- Decreto-Lei 58/37, embora revogado, dispunha sobre o loteamento e a venda de terrenos para pagamento em prestações.

A inexistência de uma codificação, entretanto, ao contrário do que muitos podem pensar, não necessariamente acarreta muitos problemas, uma vez que, a própria Constituição consagra, no caput do art. 182, a técnica do planejamento urbano, sendo que o Plano Diretor foi eleito o caminho de implementação da política de desenvolvimento urbano local. Posteriormente, o marco regulatório do planejamento urbano nacional concreto foi dado pela edição do Estatuto da Cidade. Assim, nas palavras de Jacintho Arruda Câmara, “ocorreu (...) a definição da abrangência que deve ter o plano diretor, do rol de quem está obrigado a editá-lo, dos requisitos procedimentais de sua elaboração, de seu conteúdo mínimo - entre outros aspectos que mereceram tratamento expresso na lei”.
É certo que existem leis dispersas, os quais não estão necessariamente sob um enfoque único de sistematização da disciplina jurídica, porém, essas leis deverão sempre observar, como vimos, a fonte primária: a norma constitucional. Posteriormente, como já mencionado, a hierarquia se dá na interação normativa, buscando-se a coesão do sistema de fato como um todo. Nesse sentido, caracteriza-se o Direito Urbanístico como uma matéria interdisciplinar. “O Direito Urbanístico abarca um conjunto de normas vinculadas a diversos ramos jurídicos, como, por exemplo, normas constitucionais, administrativas, civis, tributárias, ambientais. (...). Esta parece ser a tendência de muitas disciplinas jurídicas de formação recente, dentre as quais os Direitos Fundamentais, o Direito do Consumidor, o Direito Ambiental”.
Não se pode dizer, desta forma, que obras são executadas sem planos ou normas de zoneamento são alteradas por iniciativa parlamentar, sem qualquer estudo urbanístico ou sem participação popular, porque justamente se dispõe o contrário nessas leis mencionadas. Tanto isso é verdade que, a ausência de publicidade, ou seja, de debates e audiências públicas com a participação da comunidade na elaboração e implementação de um plano diretor, poderá acarretar ação de improbidade administrativa ao Chefe do Executivo Municipal, isto é, ao Prefeito, segundo o art. 52 do Estatuto da Cidade.

## Direito Urbanístico e a realidade: a baixa efetividade das normas de Direito Urbanístico.[23]
Segundo o art. 3º, incisos I, II e III da Constituição Federal, os objetivos fundamentais da República Federativa consistem na construção de uma sociedade livre, justa e solidária; na garantia do desenvolvimento nacional através da erradicação da pobreza, da marginalização e da redução das desigualdades sociais e regionais. Dessa forma, a nova ordem urbanística estabelecida na Constituição de 1988 prevê a necessidade da vivência da igualdade nos espaços urbanos, de modo a promover a democracia como pressuposto para a garantia do desenvolvimento urbano sustentável e do bem-estar dos habitantes, sendo que a promoção de tal bem-estar depende do combate às desigualdades por meio da implementação de políticas inclusivas, que possam concretizar o princípio da igualdade.
Nesse sentido, tem-se que o texto constitucional definiu que o Município é o ente político competente para a implementação de políticas de desenvolvimento urbano capazes de promover o pleno desenvolvimento das funções sociais da cidade. Contudo, observa-se que, apesar do sistema jurídico brasileiro assegurar e objetivar a criação de espaços urbanos sustentáveis e justos, não necessariamente as normas constitucionais são refletidas na realidade. Daí a afirmação de Manuel Atienza de que "apesar de possuirmos um excelente conjunto normativo tratando da ordem urbanística, estamos muito longe de garantir a justiça social e de solucionar os inúmeros conflitos decorrentes do processo de ocupação do solo urbano".

### O óbice da autonomia jurídico-financeira dos municípios[23]
A autonomia financeira está intimamente ligada à autonomia política dos entes integrantes da Federação. Para que o Federalismo cooperativo promova a capacidade legislativa e a autonomia dos entes federados, é necessário a suficiência de recursos financeiros para a realização de suas competências e para a consecução de inúmeros serviços, planos, programas e políticas públicas. Contudo, sabe-se que a maioria dos municípios brasileiros não possuem autossuficiência financeira e, portanto, não há independência para a gestão dos assuntos locais. Assim, a falta de autonomia jurídico-financeira dos municípios constitui verdadeiro óbice ao desenvolvimento urbano por meio de políticas públicas que objetivem o pleno desenvolvimento das funções sociais da cidade.

### A necessidade de um sistema federativo harmônico e a falta de efetividade do plano diretor municipal[23]
Os problemas urbanos não se encerram no âmbito municipal. Assim, o município não é o único responsável para ordenar o desenvolvimento das funções sociais da cidade na busca do bem-estar da população, visto que a questão urbana é tema de âmbito nacional. Contudo, apesar da competência concorrente para o trato de tal questão, tem-se que ainda inexiste, no Brasil, política de desenvolvimento urbano coerente e sistematizada. Dessa forma, ressalta-se a necessidade da implementação de uma política de desenvolvimento urbano que expresse o sistema federativo harmônico, funcional, eficaz e coerentemente integrado.
Outra razão para a limitada efetividade dos comandos normativos voltados ao desenvolvimento urbano consiste no fato de que, no âmbito municipal, os administradores ainda não tomaram consciência da importância do plano diretor para a promoção do cumprimento das funções sociais da cidade e da propriedade, de modo que a falta de efetividade do plano diretor impede a concretização do direito à vida digna.

### A incipiência da participação popular no desenvolvimento de políticas urbanas[23]
“A ideia de gestão autoritária, em que as decisões eram tomadas no interior de gabinetes e simplesmente impostas à população, é coisa do passado. Modernamente, exige-se que o administrador público não só tenha competência para tomar decisões, mas que este tome em sintonia o que o povo pretende. O gestor da coisa pública deve ter sensibilidade para ouvir a comunidade a que serve”.
Dessa forma, é preciso que o poder público municipal atue para viabilizar processos democráticos de qualidade, de modo a promover a ampliação e efetivação da democracia participativa, no intuito de que haja a participação dos cidadãos na construção de uma sociedade livre, justa e solidária.

O tema do VIII Congresso Brasileiro de Direito Urbanístico, ocorrido na cidade de Fortaleza, em outubro de 2015, foi: “Direito Urbanístico e Conflitos Urbanos: a efetividade da ordem jurídico-urbanística na promoção do direito à cidade”.
(Fonte: http://acmag.org.br/2015/09/viii-congresso-brasileiro-de-direito-urbanistico-acontece-nos-dias-4-a-7-de-outubro-em-fortaleza/)

### A busca pela efetividade do Direito Urbanístico[26]
É preciso conceber o planejamento urbano como um instrumento capaz de viabilizar ações transformadoras da realidade, de modo que os entes públicos, mediante estudos prévios, devem dotá-lo de eficácia. Assim, a busca pela efetividade das normas de Direito Urbanístico envolve a adoção do planejamento urbano como procedimento complexo que contemple de forma integral todos os aspectos que influenciam na realidade da cidade.
Importa ressaltar que o processo de execução do planejamento urbano envolve não só uma integração dos órgãos técnicos e executivos do Município, mas também da própria população, visto que o cumprimento das funções sociais da cidade não será completo sem a efetiva participação da população na transformação da realidade da cidade.
Dessa forma, a atuação do Instituto Brasileiro de Direito Urbanístico - IBDU  constitui importante ferramenta nessa busca pela efetividade do Direito Urbanístico, uma vez que através da realização de pesquisas, cursos e capacitações, seminários e Congressos Brasileiros de Direito Urbanístico, tem-se uma imprescindível contribuição social para a implementação e expansão da ordem jurídico-urbanística. A realização de tais Congressos abre espaço para o debate do direito e das políticas públicas urbanas, bem como à apresentação e discussão sobre temas atuais e relevantes sobre a matéria, sendo também possível o envio de trabalhos científicos que integrarão a Revista Brasileira de Direito Urbanístico - RBDU, a qual teve o seu primeiro número publicada em dezembro de 2015.

### Uso de calçadas
A Partir do último cinquentenário do seculo XX cresceram as discussões técnicas e legislativas sobre a construção e o uso público de calçadas como direito humano à acessibilidade na circulação dos pedestres. Literaturas jurídicas, no âmbito do direito administrativo, observam que as cidades precisam terem regulamentação local no sentido de que as calçadas tenham uma arquitetura reta, sem desníveis, que possam potencializar acidentes, invalidez e até mortes de transeuntes urbanos